# Baalzebub rastrarius
Espèce
Baalzebub rastrarius est une espèce d'araignées aranéomorphes de la famille des Theridiosomatidae.

## Distribution
Cette espèce est endémique du Guizhou en Chine,. Elle se rencontre à Bijie à 1 515 m d'altitude dans la grotte Xiniu.

## Description
Le mâle holotype mesure 1,75 mm et la femelle paratype 2,24 mm.

## Publication originale
- Zhao & Li, 2012 : Eleven new species of theridiosomatid spiders from southern China (Araneae, Theridiosomatidae). ZooKeys, no 255, p. 1-48 (texte intégral).